# Brienomyrus longianalis
Brienomyrus longianalis es una especie de pez elefante eléctrico perteneciente al género Brienomyrus en la familia Mormyridae presente en varias cuencas hidrográficas del centro y oeste de África, aunque existe poca información de su distribución geográfica explícita. Es nativa de Camerún, Guinea y Sierra Leona; y puede alcanzar un tamaño aproximado de 16,0 cm.

## Estado de conservación
Respecto al estado de conservación, se puede indicar que de acuerdo a la IUCN, esta especie puede catalogarse en la categoría «Preocupación menor (LC)».